# Rian Agung Saputro
Rian Agung Saputro (25 de junio de 1990) es un deportista indonesio que compitió en bádminton. Ganó una medalla de plata en el Campeonato Mundial de Bádminton de 2017, en la prueba de dobles.

## Palmarés internacional
| Campeonato Mundial | Campeonato Mundial    | Campeonato Mundial | Campeonato Mundial |
| Año                | Lugar                 | Medalla            | Prueba             |
| ------------------ | --------------------- | ------------------ | ------------------ |
| 2017               | Glasgow (Reino Unido) | Medalla de plata   | Dobles             |